# 洞里萨湖
洞里薩湖（罗马化： [ɓəŋ tɔnlei saːp]，漢字：湖海、壺海），別名金邊湖，又譯洞里湖，東亞漢語史籍作淡洋、淡水洋、淡水湖，華人稱之為大魚湖、太湖，是位於柬埔寨西北部的湖泊，屬湄公河水系，為東南亞最大的淡水湖，也是世界上最多樣化和最具生產力的生態系統之一，具有極高的生物多樣性，於1997年被聯合國教科文組織指定為生物圈保護區。進入21世紀，該湖及其周圍的生態系統受到森林砍伐、基礎設施發展和氣候變化的壓力越來越大。

## 地質

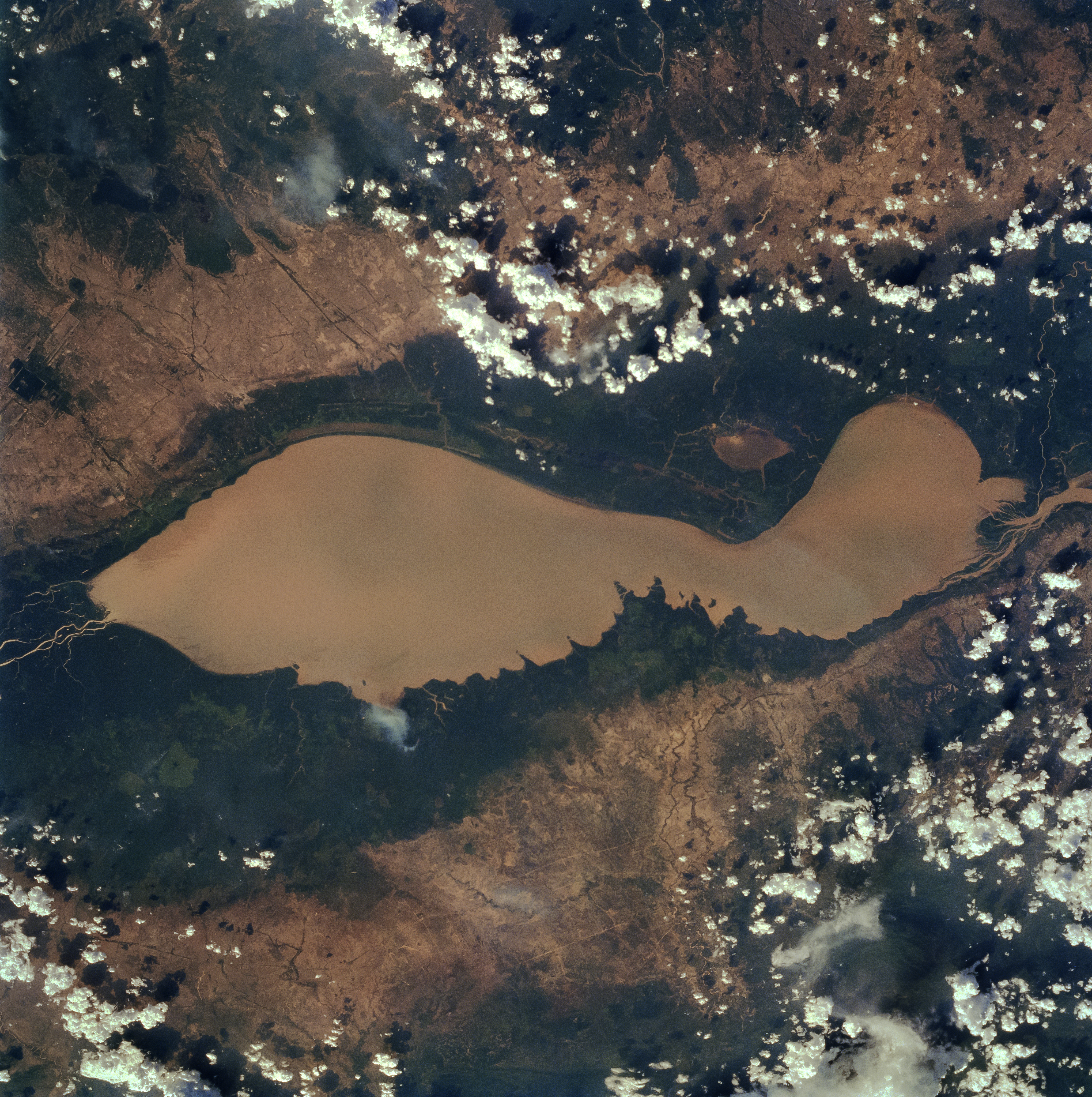
1994年4月從國際太空站拍攝的洞里薩湖

洞里薩湖位於由印度板塊與歐亞板塊碰撞塌陷形成的湄公河下游平原的西北部，湄公河下游平原曾經是海灣，末次冰期結束時海平面迅速上升，在全新世早期約時比現在高約4.5米，從吳哥附近發現的這一時期的岩芯包含受潮汐影響而沉積的沉積物，以及鹽沼和紅樹林沼澤沉積物，大約7,900~7,300年前沉積在洞里薩湖的沉積物也顯示出海洋影響的跡象。湄公河三角洲目前的河流形態是在過去6000年中發展起來的，與此同時在湄公河下游平原的西北角殘留的水域形成了洞里薩湖。目前整个洞里萨湖盆地仍然在下沉，且西北地区的下沉程度低于南部地区，导致盆地向南倾斜。

## 水文
洞里薩湖流域西南部是海拔超過1700米的荳蔻山脈，北部是平均海拔達500米的扁擔山脈，流域面積8.6萬平方公里，由洞里薩湖和11條主要支流組成，120公里長的洞里薩河將洞里薩湖與湄公河連接起來，貢獻了湄公河9%的流量。洞里薩湖約34%的水來自入湖河流，約53.5%的水來自湄公河，12.5%來自降水。湖的大小和水量在一年中變化很大，旱季的最小面積為2053平方公里，容积7.8亿立方米，雨季水體擴展，最大面积15261平方公里，容积787亿立方米，深度達到9~14米，多年平均面积6176.8平方公里，容积151.4亿立方米。
5月至10月是湄公河下游平原的雨季，11月至3月則是旱季，年降雨量在1,000至3,000毫米之間，局部可達4,000毫米，降水幾乎全部在雨季。每年5至9月份湄公河洪水倒灌入洞里萨湖，10月份到次年4月份則由洞里萨湖向湄公河补水。在旱季結束時洞里薩湖只有一米多深，隨著季風降雨的開始河流水位開始上升，隨著水位持續上升，洞里薩河的流向出現逆轉，水從湄公河流入洞里薩湖，將洞里薩湖的水位提高大約10米，雨季結束時湄公河的流量逐漸減少，洞里薩河的水流隨後反轉，開始補充湄公河的水流。年均倒灌水量377亿立方米，年均补水水量711亿立方米，年均调洪总量为579亿立方米，年均削减湄公河洪峰每秒7113立方米。
洞里薩湖在時間和空間上都存在極端的水動力複雜性，無法測量具體的流量，水位而不是流速和體積決定了水在塑造景觀時的運動。洞里薩湖沉積的現代沉積物的72%來自湄公河，而只有28%來自湖泊上游的集水區。沉積物結合的磷通過浮游植物作為食物鏈的基礎，內部養分循環對洪氾區的生產力乃至整個洞里薩湖生態系統的長期可持續性起著至關重要的作用。

## 生態

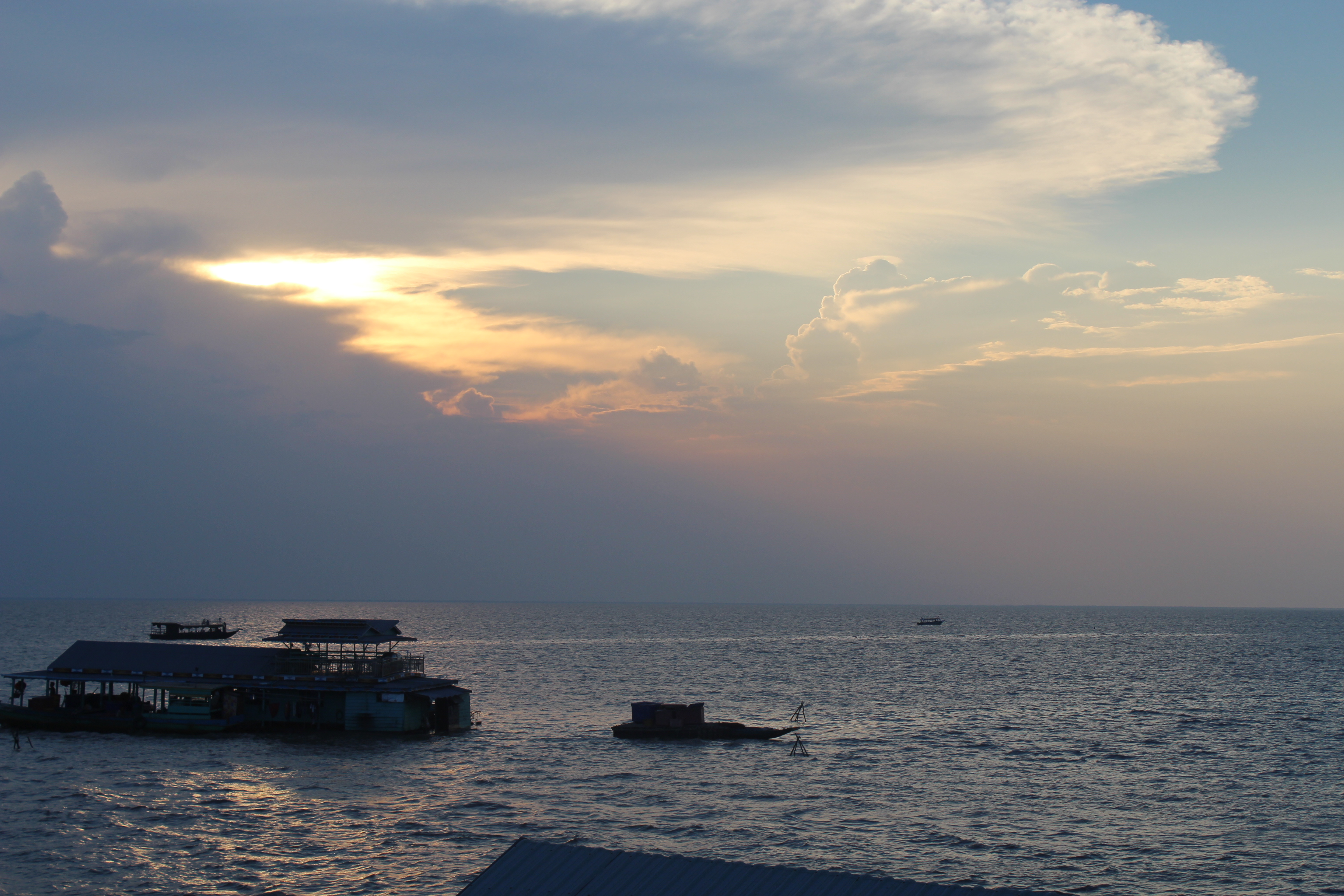
洞里薩湖風光

洞里萨湖洪泛区包含5种生境群：全年都被淹沒的开放水域、每年被洪水淹没9个月的淡水紅樹林、每年被洪水淹没5至8个月的灌木丛和草地、每年被洪水淹没1到5个月的废弃耕地、稻田和低地草原、每年被洪水淹没时间少于1个月的雨季稻田和高脚屋村庄。洞里薩湖盆地的土地覆被為55%的林地和45%的農業用地，被稱為“洪水森林”的淡水紅樹林環繞著湖泊，佔盆地面積的3%，洪泛區又被低矮的丘陵所環繞，覆蓋著常綠或落葉的季節性熱帶森林，以龍腦香科、豆科、千屈菜科和一些地方的松科、羅漢松科或竹子為主，隨著離湖的距離越來越遠，森林逐漸變成灌木叢，最後變成草地。在質量較高的土壤或海拔較高的地方，會出現落葉混交林和半常綠林區。這種植被類型的多樣性是洞里萨湖生態系統物種多樣性的基礎，環環相扣的森林、草原和沼澤地為當地野生動物提供了避難所。
柬埔寨有5个被國際濕地公约认定的拉姆萨尔湿地，其中有3个湿地位于洞里萨湖，包括西北上游地区的普列托尔鸟类保护区、中东部地区的貓湖野生动物保护区以及周边河流水系和洪泛区、洞里萨湖、斯登森河和湄公河三水交汇处附近的斯登森保护区。該湖是至少149種魚類的家園，其中11種全球瀕危，湖區同時也是6種近危物種的栖息地，包括斑嘴鵜鶘、大禿鸛、孟加拉鴇、黑腹蛇鵜、灰頭海鵰和遠東葦鶯，此外還支持著包括瀕臨滅絕的暹羅鱷和大量淡水蛇在內的爬行動物種群，雖然湖區的很多地方已被辟為農田，但記錄的高等植物仍然有200种。生活在洞里薩湖的湄公河巨鯰是世界上最大的淡水魚之一，2004年5月一名漁民釣到了一條重近648磅的湄公河巨鯰，但其漁獲量自1970年代中期以來一直在下降，目前漁民捕撈和保留湄公河巨鯰是非法的，只有少數被用於科學研究。
作為整個湄公河系統的天然洪水水庫，洞里薩湖在雨季調節金邊下游的洪水，也是對湄公河三角洲旱季流量的重要補充。1997年，聯合國教科文組織將洞里薩湖列為生物圈保護區，但科學家們一直擔心在中國和老撾修建的高壩會影響流入洞里薩湖的逆流強度和流量，從而減少魚類築巢、繁殖、產卵以及在洪泛區覓食的棲息地，這將對洞里薩湖的魚類生產力和整體生物多樣性造成不利影響。湖區的森林流失熱點位於保護區所在的低洪泛區，顯著的農田擴張主要位於下部和上部洪泛區之間的交叉區域，人口增長、薪柴採集和伐木是森林損失的主要原因，農業活動的加強和上游水電開發減少了對自然棲息地的緩衝，增加了森林喪失的風險。到2030年代，水電開發可能會導致棲息地的大規模變化，沿岸林的面積可能會減少82%，而雨養型棲息地的面積可能會增加10~13%。2020年7月，受厄爾尼諾現象和湄公河支流大壩蓄水的影響，湖水水位創下過去60年來同期的歷史新低。

## 漁業
洞里薩湖湖區一直是對柬埔寨至關重要的漁農業產區，它在很大程度上維持了吳哥這個歷史上最大的前工業時代定居點綜合體。在洪水開始時許多魚類離開湖泊和水塘到被洪水淹沒的森林產卵，湄公河洪水的流入帶來了大量的魚苗，它們在被洪水淹沒的森林和洪泛平原中找到了庇護所和食物。根据对水质的要求及其栖息的环境，洞里萨湖的鱼类划分为在河流与湖区洪泛平原之间洄游的“白鱼”、能够在水体环境不佳状况下生存的“黑鱼”和能利用洪水期快速繁殖和生长的“灰鱼”。
居住在洞里薩湖湖區的大約120萬人以捕魚為生，洞里薩湖約佔柬埔寨每年超過40萬噸的淡水漁獲量的60%，佔該國人口蛋白質攝入量的60%。大多數魚都是新鮮食用的，發酵魚醬 Prahoc 通常由最不受歡迎的魚或未能新鮮出售的剩餘魚腌製而成。一個多世紀以來，漁業產量最高的湖區通過政府對漁場的租賃制度實現了私有化，每年提供超過200萬美元的稅收收入。1987年颁布的《渔业法》将渔业划分成維持基本生计的家庭渔业、个体经营的中等规模渔业和大规模的商業渔业三個層次，全年准许家庭渔业的捕捞，而其他兩类捕捞只在11月至次年6月开放。2012年，柬埔寨政府废除了私人租赁捕鱼区的規定，并划定了17个面积相当于之前租赁区面积的35%的保护区，使洞里薩湖的禁捕区达到25个。

## 人文

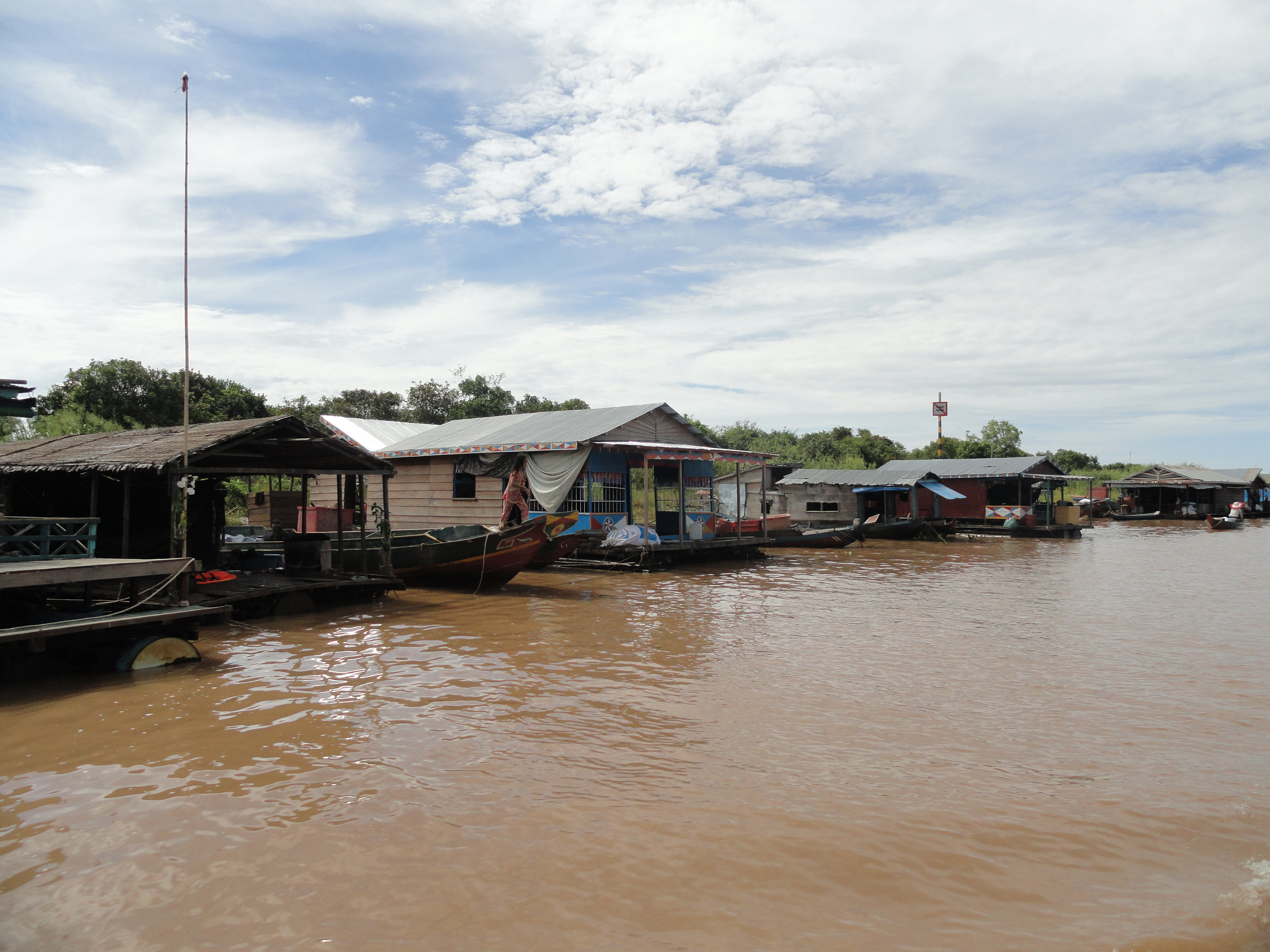
洞里萨湖上的越南船屋

由於佛教反對殺生，漁民傾向於將捕魚量限制在養家糊口的範圍內，他們不會親手殺死魚而是等待魚離開水後自然死亡，在稻季結束時人們在沿河的寺廟中修復已使用上百年的獨木舟或在無法修復時建造新獨木舟以準備送水節的比賽，兩天的比賽後所有獨木舟齊聚一堂慶祝水蛇神納迦在雨季結束時將湖水吐向大海，同時將魚通過洞里薩河帶入湄公河。大量沿湖居民會在雨季和旱季間隨著湖水的進退而來回迁徙，也有不少村民常年居住在水面上的漁船或洪泛區的木制高脚屋上，高脚屋多分布于洪水森林附近，通常由木头和茅草制成，长6~20米，宽3~8米，支柱高6~7米。在旱季高脚屋的居民以土路為交通途徑，但在雨季所有的房屋都只能通过水路进出。
該地區是許多越南裔柬埔寨人的家園，他們居住在湖邊船上的浮村中。大约有8万人居住在水上渔村，这些村庄随水的动态变化而不断调整形态，在旱季多排布成分散而离心的线型，在雨季则倾向于集中式、向心的组合方式。水上渔村的房屋居住面积较小，通常建在浮桶支撑的木平台上。洞里薩湖的漁民大多數是越南裔，他們在柬埔寨生活了很久，是該國漁業市場的主要供應商，他們在1975年至1979年紅色高棉時代不得不逃到越南，到紅色高棉垮台後才返回，繼續在洞里薩湖捕魚。